# Jaroslav Nejezchleba

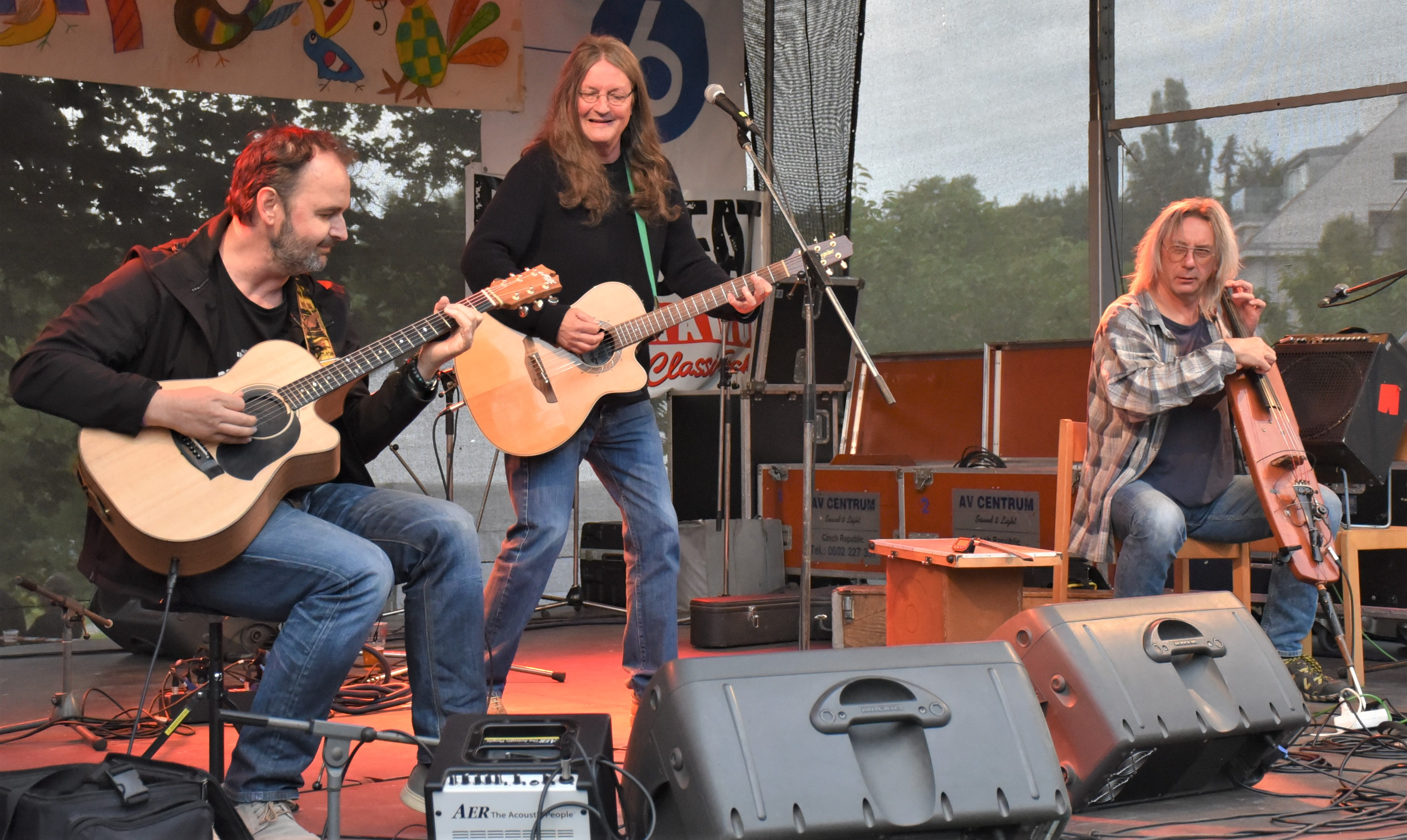
Ivan Hlas Trio (zleva: Norbi Kovács, Ivan Hlas, Jaroslav Olin Nejezchleba (2018)

Jaroslav Olin Nejezchleba (* 10. ledna 1960 Kyjov) je český rockový violoncellista, baskytarista, zpěvák a houslista.
Po absolvování konzervatoře v Brně měl nastoupit ve Zlíně (Gottwaldově) do symfonického orchestru, místo toho se ale v roce 1981 přestěhoval do Prahy, kde začal hrát se skupinou Marsyas. V roce 1984 od kapely odešel a stal se členem skupiny Etc..., kde hrál až do roku 2003. Během této doby koncertoval také s Čundergroundem a v Blues Sessionu Petra Kalandry, spolupracoval s Vlastou Redlem, Čechomorem, Petrem Skoumalem, Janem Burianem, Michalem Prokopem, Jiřím Bílým. Hostuje na albu Zuzany Navarové Caribe (1992) a jako host vystoupil na koncertě při natáčení desky Stará láska Nerez a vy (1993) Nerezu. Hostuje i na koncertech Anny K. Po odchodu z Etc... začal hrát v doprovodné kapele Ivana Hlase Růžový brejle, působí také v Blues Sessionu, která navazuje na stejnojmennou Kalandrovu skupinu a v současnosti hraje i své písně z doby působení v Etc.... S Ivanem Hlasem a Norbi Kovácsem hraje v Ivan Hlas Triu. Celou jeho kariéru mapuje výběrové 2CD 25 let v tom, které vydalo v červnu 2008 vydavatelství Indies Happy Trails.
V lednu 2010 vydal autorské album Noční lov a po vydání alba založil skupinu Kybabu, kde s ním hrají Norbi Kovács (kytara) a Šimon Kotek (bicí).
V roce 2020 vydal s příležitostným uskupením Malý bobr album Narodíme se jen jednou…, které je poctou Petru Skoumalovi.

## Sólová diskografie
- Noční lov (2010)
- Nečekaná návštěva (2017)